# Odontosiana schistacea
Odontosiana schistacea är en fjärilsart som beskrevs av Sergius G. Kiriakoff 1963. Odontosiana schistacea ingår i släktet Odontosiana och familjen tandspinnare. Inga underarter finns listade i Catalogue of Life.